# Iglesia de San Miguel (Mota del Cuervo)
La iglesia de San Miguel es un templo católico de la localidad española de Mota del Cuervo, en la provincia de Cuenca. Cuenta con el estatus de bien de interés cultural.

## Descripción
El inmueble se ubica en el número 21 de la calle de la Iglesia de la localidad conquense de Mota del Cuervo, en Castilla-La Mancha. La construcción de la iglesia se inició a finales del siglo XV y se prolongaría durante los siglos XVI y XVII. Consta de una planta (salón) de tres naves, cada una con tres tramos, coro, torres a los pies y capillas laterales.

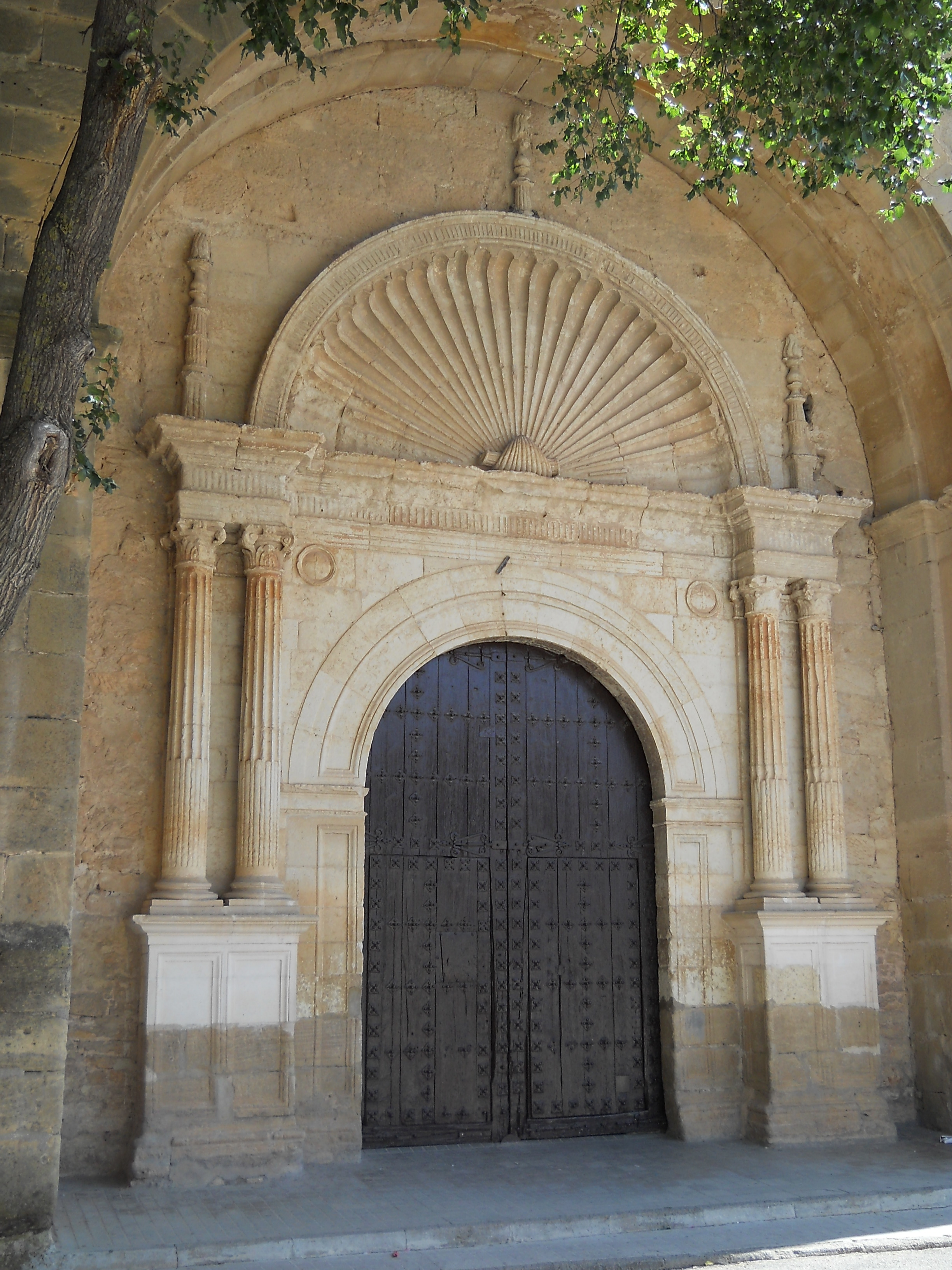
Portada norte

La fábrica es de mampostería de piedra con sillares en las esquinas y enmarcando las ventanas rectangulares en el cuerpo central y circulares en las de la cabecera. La cubierta de la nave central es de bóveda de crucería los tramos primero y tercero, mientras que el segundo se cubre con bóveda de pañuelo. Mediante un arco toral se accede al ábside con cúpula sobre pechinas. Las naves del evangelio y de la epístola están cubiertas en sus dos primeros tramos con bóvedas de crucerías, el tercero lo está con cubiertas de aristas y los tramos que dan a ambos lados del ábside con cúpula sobre pechinas (renacentistas). Un arco de medio punto con impostas resaltadas une al ábside central con sus dos capillas laterales.
Cuenta con varias capillas entre las que se encuentran la capilla del Bautismo, con la bóveda rebajada, la capilla del Santísimo, de mampostería de sillares en las esquinas y de planta poligonal, la capilla de la Soledad, con bóveda de lunetos, la capilla de Jesús Nazareno y la del Cristo de la Columna. En el interior las columnas tienen pilastras adosadas excepto las del arco, que son nervadas y las del arco triunfal de acceso al ábside, que tienen diseños barrocos. El coro está elevado formando un pórtico de tres arcos, el central más ancho, con un arco carpanel, y los laterales con arcos rebajados, cuyo intradós se decora con un motivo helicoidal, a modo de soga que denota una clara influencia del gótico levantino del siglo XV.
Al exterior consta de dos portadas. Una de ellas, la norte, es de estilo plateresco y está protegida por dos grandes contrafuertes. Presenta un arco de medio punto flanqueado por columnas pareadas de orden corintio sobre plinto, rematando un entablamento corrido coronado por una gran venera con pináculos moldurados a los lados. En la portada aparecen los símbolos de la Orden de Santiago, que colaboró en la construcción del templo y en la repoblación de la zona. La portada sur es más sobria, en estilo dórico con frontón y típicas bolas herrerianas. La torre situada a los pies es de planta cuadrada y está dividida en dos tramos separados por cornisa.
En cuanto a la autoría, solo se recoge el nombre de un «maese Pérez», que trabajó en la iglesia en el primer tercio del siglo XVI. En el último tercio del siglo XVI, Miguel de la Haya realizó el último cuerpo de campanas.
Durante la Guerra Civil Española la iglesia sufrió la pérdida de su retablo mayor, una obra de gran valor artístico que desapareció en circunstancias no del todo claras. Además, la Ermita de Nuestra Señora de Manjavacas, ubicada en las proximidades, perdió su imagen original durante el conflicto; la actual fue traída desde Valencia en 1940.

## Estatus patrimonial
El edificio fue declarado bien de interés cultural, en la categoría de monumento, el 19 de febrero de 1992, mediante un decreto publicado el día 4 de marzo de ese mismo año en el Diario Oficial de Castilla-La Mancha (DOCM).